# Istočni Frizi
 Ovo je glavno značenje pojma Istočni Frizi. Za druga značenja pogledajte Ossi.
Istočni Frizi (nje. Ostfriesen; Oostfresen) čine istočnu granu etničke skupine Friza i zajedno s Dancima, Lužičkim Srbima, Sintima i Romima spadaju u priznate nacionalne manjine u Njemačkoj.
Bliski su srodnici sa Saterskim Frizima, govornicima starog saterskog frizijskog, koji žive u području Saterlanda. Od njih Istočni Frizi potječu; s izvornih obalnih područja preselili su se u unutarnjost.
Nadalje, u srodstvu su sa Sjevernim i Zapadnim Frizima (Westlauwers'schen Friesen). 
Istočni Frizi potječu iz Istočne Frizije na sjeverozapadu Njemačke. Katkad se sve Frize iz istočnih friskih područja (Istočne Frize, Saterske Frize, Oldenburške Frize, Rüstringerske Frize, Wurtske Frize) naziva Istočnima (napomena: u njemačkom su "obični" Istočni Frizi Ostfriesen, a skupni naziv postoji i u obliku Ost-Friesen').
Po tom bi izašlo da je Istočnu Friziju još uvijek većinski nastanjavaju Istočni Frizi. Točnih brojaka nema, jer izjašnjavanje pripadnošću pojedinoj etničkoj skupini ili nacionalnoj manjini je stvar slobodnog izbor, i nije kao izričito pitanje navedena u popisima stanovništva.
Istočni Frizi su, za razliku od Sjevernih i Zapadnih Friza, frizijski jezik  vrlo rano izgubili. Narodni jezik danas im je istočnofrizijsko dolnjosasko narječje, t.zv. "Ostfriesisches Platt". 
U zastupničkom tijelu, Friesenratu, zastupljeni su u "Odjelu Istok" (Sektion Ost).
Istočni Frizi su među Nijemcima junaci viceva.